# Bob Sura
Robert „Bob“ Sura Jr. (* 25. März 1973 in Wilkes-Barre) ist ein ehemaliger US-amerikanischer Basketballspieler.

## Werdegang
Sura spielte an der G.A.R. Memorial High School in seiner Heimatstadt Wilkes-Barre in Pennsylvania und erhielt wenige Angebote von Hochschulen. Er nahm 1991 ein Studium an der Florida State University auf und stellte in den folgenden vier Jahren mehrere Bestmarken auf: Der 1,96 Meter große Shooting Guard setzte sich mit 2130 Punkten in der Korbschützenliste der Hochschulmannschaft an die Spitze, seinen höchsten Saisondurchschnitt erreichte er 1993/94 mit 21,2 Punkten je Begegnung. Insgesamt kam er in 119 Einsätzen für Florida State auf einen Mittelwert von 17,9 Punkten. Seine 214 erzielten Dreipunktewürfe waren ebenfalls ein Höchstwert. Seit 2007 wird Suras Rückennummer 3 in der Hochschulmannschaft ehrenhalber an keinen Spieler mehr vergeben.
Die NBA-Mannschaft Cleveland Cavaliers sicherte sich beim Draftverfahren 1995 an 17. Stelle die Rechte an Sura. Für Cleveland spielte Sura von 1995 bis 2000, seine weiteren Arbeitgeber in der NBA waren die Golden State Warriors (2000 bis 2003), die Detroit Pistons (2003/04), die Atlanta Hawks (2004) sowie die Houston Rockets (2004 bis 2007). In den Spielzeiten 2005/06 sowie 2006/07 stand er in Houston unter Vertrag, bestritt aber wegen Rücken- und Knieverletzungen kein Spiel, Ende Oktober 2007 wurde sein Vertrag aufgelöst. Mit 14,7 Punkten pro Spiel (2003/04; 27 Einsätze für die Atlanta Hawks) erreichte er während der verschiedenen NBA-Stationen seinen besten Schnitt, gefolgt von 13,8 Punkten pro Begegnung (1999/2000 in 73 Einsätzen für Cleveland).
Nach seiner Zeit als Basketballspieler trat Sura zeitweise bei Pokerturnieren an.